# Grãos de neve

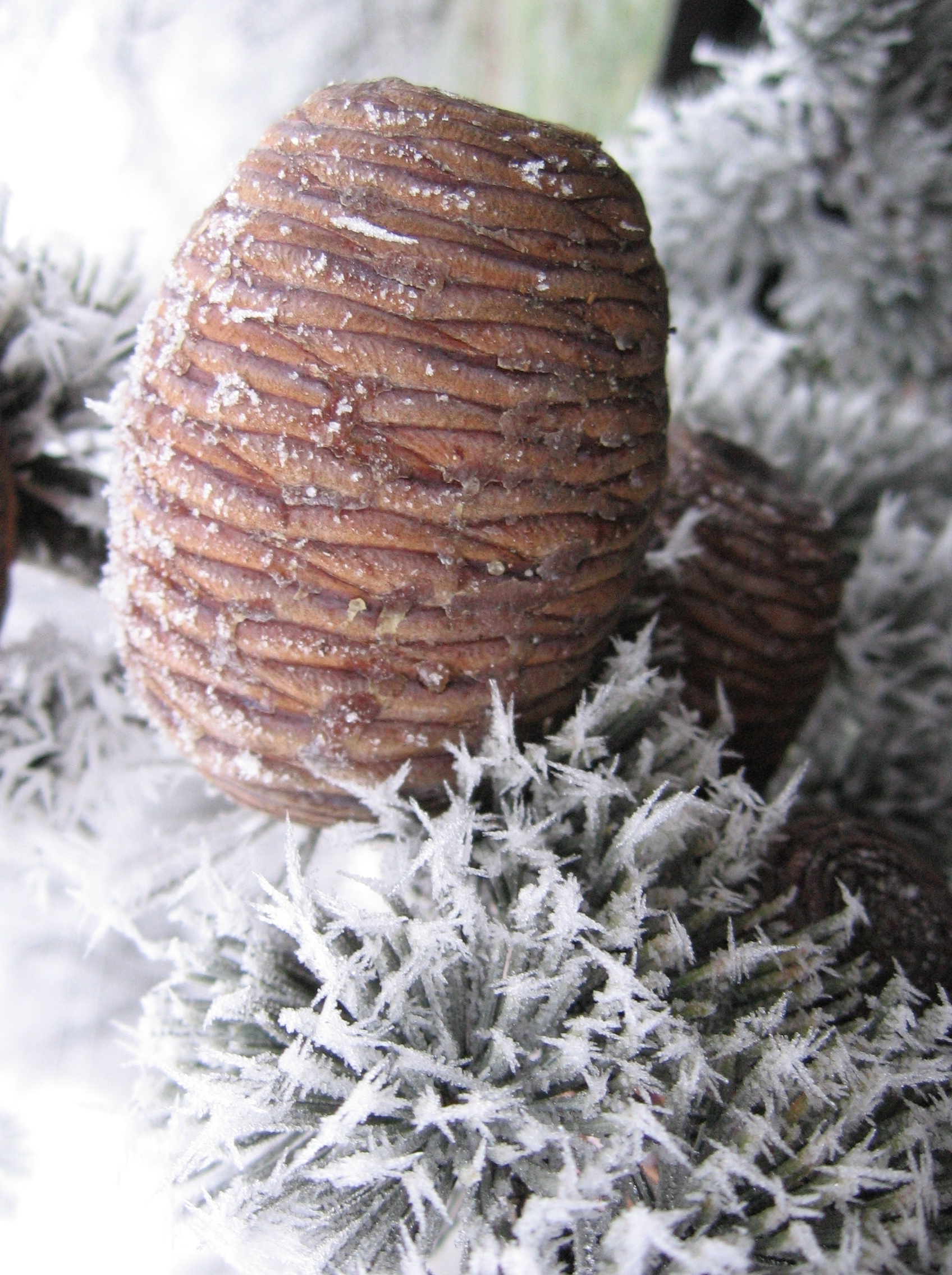
Grãos de neve acumulados

Denomina-se como grãos de neve (ou neve granular)  um tipo de precipitação de cristais de gelo opacos, lisos ou em forma de agulha (alongados) com diâmetros inferiores a 1 mm. Formam-se quando há uma alta umidade no ambiente e o ponto de orvalho está abaixo da temperatura de congelamento, por exemplo, em presença de nevoeiro e com temperaturas inferiores a 0 °C. As gotas em estado de subfusão (tornar-se líquido antes do ponto de fusão) congelam-se rapidamente, formando pequenos cristais opacos. Grãos de neve caem principalmente de nuvens Stratus ou de neblina, e nunca sob a forma de chuva. Exceto nas regiões montanhosas, os grãos de neve geralmente caem em pequenas quantidades.
O código METAR para grãos de neve é SG.

## Diferenças com outros hidrometeoros
Costuma-se descrever como um hidrometeoro entre a neve e o granizo ou como um "chuvisco de gelo". Precipita-se bem mais rápido que a neve e não apresenta a forma em prismas ou cristais hexagonais. Em comparação com o granizo, os grãos de neve são bem mais leves e não rebatem contra as superfícies. Às vezes denomina-se também cellisca ou aguaneve, mas os grãos de gelo de aguaneve se distinguem por ser consideravelmente maiores e translúcidos invés de opacos e não são esmagados facilmente como os grãos de neve. A neve granular é também conhecida como sincelo, apresenta um aspecto semelhante e se forma em condições  meteorológicas semelhantes, mas por meio de contato com objetos, no entanto, não é considerada como um tipo de precipitação.